# Poorhouse Rock
«Poorhouse Rock» (titulado «El rock de los pobres» en Hispanoamérica y «El rock del pobretón» en España) es el vigésimo segundo y último episodio de la trigésimatercera temporada de la serie de televisión de animación estadounidense Los Simpson, y el 728 en total. Se emitió en los Estados Unidos en Fox el 22 de mayo de 2022. El episodio fue dirigido por Jennifer Moeller y escrito por Tim Long.
En este episodio, Bart queda impresionado por el estatus de Homer en el trabajo y quiere crecer para ser como él, pero un conserje de la central eléctrica le advierte de que factores políticos y económicos se lo impedirán a Bart. Hugh Jackman y Megan Mullally actúan como invitados. El ex Secretario de Trabajo de los Estados Unidos Robert Reich apareció como él mismo. El episodio recibió críticas positivas.

## Trama
El sábado por la noche, Marge despide a Homer, Bart, Lisa y Maggie para evitar que interrumpan su noche de chicas con Sarah Wiggum, Bernice Hibbert, Miss Hoover y Luann Van Houten, donde se emborrachan viendo Tunnelton. A la mañana siguiente, una resacosa Marge insiste en que Homer lleve a los niños a la iglesia en su lugar. En la escuela dominical, Bart muestra a su clase un humillante supercorte de Homer portándose mal, lo que hace que Homer tema que Bart no le respete. Después de que Marge sugiera que se sintió orgullosa de su padre cuando la llevó un día a su trabajo, Homer lleva a Bart a la central eléctrica, donde se deja conquistar por los privilegios y el alto sueldo que gana Homer. Bart declara que quiere ser inspector de seguridad nuclear como su padre, pero mientras está en la central al día siguiente, un conserje le dice que el trabajo de Homer no existe para la generación actual. A través de una canción, el conserje explica la construcción y el eventual declive de la clase media, y Lisa rapea sobre cómo el aumento de los niveles educativos y del coste de los préstamos estudiantiles impedirá que Bart ocupe el puesto de Homer.
Bart argumenta entonces que puede ganarse la vida vendiendo criptodivisas o como influenciador en las redes sociales, pero el conserje lo ve poco probable. Varios ancianos residentes en Springfield se quejan de sus malos candidatos políticos, a los que votan debido al alarmismo en las redes sociales. Bart se da por vencido y acepta que no tiene futuro, pero el conserje le sigue hasta su casa del árbol y le implora que queme el sistema y lo reforme, algo que Bart toma literalmente quitándose la ropa y arrojándola a una parrilla. Mientras la casa del árbol arde en llamas, Bart admite temeroso que quiere vivir para ver el futuro. Es rescatado por unos bomberos, que le hablan de sus beneficios laborales y su seguridad. Bart se da cuenta entonces de que su verdadero futuro está en la extinción de incendios, ya que siempre habrá fuegos en el mundo que tendrá que apagar.
Durante los títulos de crédito, Homer y Marge comentan su perplejidad por la naturaleza musical del episodio, y contemplan la posibilidad de utilizar el dinero del seguro de su casa para renovar su carbonizado patio trasero, sólo para ser informados por Lisa de que la póliza de su casa no cubre los números musicales.

## Producción
El argumento del episodio se inspira en el artículo de Dani Alexis Ryskamp «The Life in The Simpsons Is No Longer Attainable» publicado por The Atlantic, que se basó en un hilo de Twitter de Erika Chappell. Después de que los productores reflexionaran sobre el artículo, estuvieron de acuerdo en que Homer pertenecía a la última generación de personas que podían tener un estilo de vida de clase media sin un título de educación superior, algo que Bart no podía conseguir. Decidieron representar la situación como un episodio musical.
Hugh Jackman fue elegido para el papel de conserje de la central eléctrica. A Jackman se le ofreció el papel varios años antes, pero lo rechazó por conflictos de agenda. El ex Secretario de Trabajo de Estados Unidos Robert Reich apareció como él mismo para explicar la situación económica mostrada en el episodio. «Poorhouse Rock» es el último episodio en el que Chris Ledesma colaboró como editor musical. Ledesma ha editado todos los episodios anteriores de Los Simpson. El gag del sofá fue diseñado por Spike R. Monster, un artista fan venezolano que recibió la atención del personal del programa en Twitter por su webcomic fan «Esos niños de Springfield».

## Recepción

### Audiencia
El episodio obtuvo una audiencia de 0,28 con 0,93 millones de espectadores, que fue el segundo programa más visto de Fox esa noche.

### Respuesta de la crítica
Tony Sokol de Den of Geek dio al episodio 4 de 5 estrellas y afirmó: «Los Simpson han recuperado sus raíces antisistema. La casa del árbol es una metáfora. Aunque probablemente no interrumpa los episodios anuales de "Treehouse of Horror", es traumáticamente mucho más aterrador. El final de temporada pone fin a un baile que comenzó cuando Matt Selman empezó a poner las melodías. La temporada 33 se abrió con un musical, "The Star of the Backstage", y termina con una caída de micrófono».
Marcus Gibson de Bubbleblabber dio al episodio una puntuación de 7,5/10: «En general, "Poorhouse Rock" no tiene suficientes canciones para ser considerado un musical, y sus temas luchan por igualar la vivacidad de su melodía. Sin embargo, tiene suficientes momentos en su trama y comedia para proporcionar un agradable viaje musical a través del mundo de la economía. El humor relacionado con una imitación de «Bridgerton» fue una distracción decente hasta llegar a la parodia de «Schoolhouse Rock» en la segunda mitad. La inclusión de un Hugh Jackman cantante también hace de este final de temporada una delicia melódica para los que disfrutaron de su talento armonioso. Esta temporada está llena de altibajos, y me alegra ver que ha terminado con una nota optimista y humorística en lugar de agria». En 2023, Collider nombró el gag del sofá como el segundo mejor gag de sofá creado por animadores invitados.